# Boxe nos Jogos Mundiais Militares de 2011
O boxe nos Jogos Mundiais Militares de 2011 será realizado no Rio de Janeiro, Brasil, entre 18 e 23 de julho de 2011. Dez categorias de peso serão disputadas. Todas as provas serão realizadas no Centro de Instrução Almirante Milcíades Portela Alves (CIAMPA).

## Calendário
| Julho | 15 | 16 | 17 | 18 | 19 | 20 | 21 | 22 | 23 | 24 |
| ----- | -- | -- | -- | -- | -- | -- | -- | -- | -- | -- |
| Boxe  |    |    |    |    |    |    |    |    |    | •  |

|  | Dia de competição |  | Dia de final |

## Medalhistas
| Evento                                 | Ouro                | Prata                 | Bronze                                |
| -------------------------------------- | ------------------- | --------------------- | ------------------------------------- |
| Peso mosca-ligeiro 49 kg detalhes      | Jiazhao Li          | Hussim Alsmari        | Song Guk Sung Jafet Uutoni            |
| Peso mosca 52 kg detalhes              | Linzghi Gao         | Kim Dae Sung          | Ridvan Budak Suranjoy Singh Mayengbam |
| Peso galo 56 kg detalhes               | Robenilson Jesus    | Mohamed-Amine Ouadahi | Lee Jin Young Vittorio Parrinello     |
| Peso ligeiro 60 kg detalhes            | Robson Conceição    | Alaa Shili            | Husnu Kobas Abdelkader Chadi          |
| Peso meio-médio-ligeiro 64 kg detalhes | Everton Lopes       | Abdelhak Aatanari     | Jung Duk Hwam Mohamed Hedi Bouslimi   |
| Peso meio-médio 69 kg detalhes         | Alexis Vastine      | Mehdi Kalsi           | Myke Carvalho Nickson Abaka           |
| Peso médio 75 kg detalhes              | Peter Mullenberg    | Hassen Chgtami        | Di Zhou Alibi Nurmatov                |
| Peso meio-pesado 81 kg detalhes        | Abdelkader Bouhenia | Ainar Karlson         | Ahmed Ali Xuan Bao                    |
| Peso pesado 91 kg detalhes             | Stefan Kober        | Mohammad Ghason       | Rafael Lima Omar Aydogan              |
| Peso super-pesado +91 kg detalhes      | Nijati Yushan       | Gidelson Oliveira     | Andrii Tomchuk Philipp Gruner         |

## Quadro de medalhas
| Ordem | País            | Medalha de ouro | Medalha de prata | Medalha de bronze | Total |
| ----- | --------------- | --------------- | ---------------- | ----------------- | ----- |
| 1     | Brasil          | 3               | 1                | 2                 | 6     |
| 2     | China           | 3               |                  | 2                 | 5     |
| 3     | França          | 2               |                  |                   | 2     |
| 4     | Países Baixos   | 1               |                  | 1                 | 2     |
|       | Alemanha        | 1               |                  | 1                 | 2     |
| 6     | Coreia do Sul   |                 | 1                | 2                 | 3     |
| 7     | Marrocos        |                 | 2                | 1                 | 1     |
| 8     | Tunísia         |                 | 2                |                   | 2     |
|       | Síria           |                 | 2                |                   | 2     |
| 10    | Argélia         |                 | 1                | 1                 | 1     |
| 11    | Estónia         |                 | 1                |                   | 1     |
| 12    | Turquia         |                 |                  | 2                 | 2     |
| 13    | Coreia do Norte |                 |                  | 1                 | 1     |
|       | Namíbia         |                 |                  | 1                 | 1     |
|       | Índia           |                 |                  | 1                 | 1     |
|       | Itália          |                 |                  | 1                 | 1     |
|       | Quénia          |                 |                  | 1                 | 1     |
|       | Cazaquistão     |                 |                  | 1                 | 1     |
|       | Paquistão       |                 |                  | 1                 | 1     |
|       | Ucrânia         |                 |                  | 1                 | 1     |